# Ophioglossolambis violacea
Ophioglossolambis violacea (nomeada, em inglês, Violet spider conch; no século XX com a denominação científica Lambis violacea, no gênero Lambis) é uma espécie de molusco gastrópode marinho pertencente à família Strombidae. Foi classificada por William John Swainson, nomeada Pterocera violacea em 1821, sendo encontrada no oeste do oceano Índico, endêmica em Rodrigues e Maurícia, nas ilhas Mascarenhas; a leste de Madagáscar, na África Oriental. O significado de violacea provém de "violeta", referente à coloração de sua abertura.

## Descrição da concha
Conchas chegando a quase de 15 centímetros de comprimento, quando desenvolvidas; de coloração branco-amarelada, salpicadas e raiadas de castanho. O canal sifonal é longo e recurvado em direção à abertura. A superfície possui relevo de costelas em espiral, cobertas por nódulos, irregularmente espaçados, em suas voltas posteriores. Abertura delicadamente estriada, internamente de coloração violeta e dotada de tons alaranjados em seu lábio externo. As projeções de seu lábio externo, em forma de lâmina, são onduladas, as que que ficam na extremidade posterior, quando o animal se desloca, são ligeiramente mais longas. Opérculo córneo, alongado, castanho claro e com bordas suaves.

## Habitat e hábitos
Ophioglossolambis violacea ocorre em águas profundas da zona nerítica.